# Joyride the Musical
Joyride the Musical — театральная постановка, мюзикл, чья мировая премьера состоялась в Опере Мальмё, Швеция, 6 сентября 2024 года. Мюзикл основан на романе Джейн Фэллон «Дорогой, все будет по-моему!» (англ. Got You Back) и на песнях шведской поп-рок группы Roxette. Диалоги передаются на шведском языке, а песни исполняются на английском языке. Мюзикл посвящён памяти Мари Фредрикссон (1958—2019) — в конце представления на сцене показываются несколько фотографий Фредрикссон. Пятидесятое представление мюзикла в опере Мальмё прошло 12 января 2025 года в 66-й день рождения Пера Гессле.
Мюзикл получил название по песне Roxette «Joyride» из одноимённого альбома 1991 года. Песня, выпущенная в качестве сингла, стала одной из четырёх композиций группы, которая смогла возглавить чарт синглов Billboard Hot 100.
Шведская газета «Dagens Nyheter» отмечает, что премьерный показ посетят зрители и поклонники Roxette более чем из 30 стран. Билеты на все представления в течение нескольких недель после премьеры были раскуплены почти сразу. Шведская пресса указывает цифру в 85 000 билетов, проданных по состоянию на день до премьеры. По данным шведского телевидения «SVT» на представление запланировано всего 100 000 билетов и 80 % из них были раскуплены еще до премьеры; многие из купивших эти билеты приедут в Мальмё из других стран, что очень необычно для подобного представления — причём речь не идёт только о датчанах, которым для того, чтобы оказаться в Мальмё, нужно всего лишь проехать по мосту. На фоне высоких продаж билетов и успеха постановки, были добавлены два дополнительных представления 1 и 17 декабря 2024 года.
Пресса характеризует постановку как «добрый мюзикл о любви, неверности, мести и самореализации».

## История создания оригинального мюзикла
Идея создания мюзикла появилась ещё при жизни Мари Фредрикссон (1958—2019) — поставить мюзикл изъявила желание английская продюсерская компания — в то время они создали альбом из восьми песен для Пера Гессле и Мари Фредрикссон. Однако, Гессле отклонил проект, потому что ему не понравился сценарий, а также потому, что время было не подходящее — Фредрикссон находилась в терминальной стадии болезни.
Производство проекта началось весной 2023 года. Художник по костюмам из Мальмё Torbjörn Bergström увлекается модой 1990-х и создал для спектакля более 300 костюмов, «вдохновленных культовыми музыкальными клипами Roxette».
Немецкое издание «Der Spiegel» цитирует интервью Пера Гессле шведскому телеканалу TV4. Музыкант принимал непосредственное участие в работе над производством мюзикла. Он также рассказал, что идеи создать мюзикл на основа песен Roxette предлагались в течение многих лет и наконец-то одна из этих идей воплотилась в жизнь. Гессле подтвердил, что «его интуиция всегда подсказывала ему, что песни Roxette идеально подходят для мюзикла!».
Премьера мюзикла состоялась 6 сентября 2024 года в Опере Мальмё, Швеция. На премьере присутствовали многочисленные шведские знаменитости, среди которых: Пер Гессле с супругой и сыном, Матс МП Перссон, Мике Андерсон, Кларенс Эверман, Кристофер Лундквист, Магнус Бёрьесон, менеджер группы Roxette Мари Димберг, шведский музыкант Ниссе Хелльберг из группы Wilmer X, шведский актёр Вальдемар Вальбек, бэк-вокалистка Roxette Деа Нурберг, Джейн Фэллон (автор романа, сюжет которого был взят в основу мюзикла), шведский фотохудожник Фредерик Этоалль, а также вдвовец Мари Фредрикссон Микаэль Боиош и другие.
Через несколько недель после старта мюзикла в Мальмё было продано более 100 000 билетов. Билеты почти на каждый день представления были раскуплены полностью.
Оригинальная постановка мюзикла шла в Опере Мальмё с 6 сентября 2024 года по 27 апреля 2025 года.

## Вторая постановка (Chinateatern, Стокгольм)
На фоне успеха оригинальной постановки было объявлено, что она будет также поставлена в Стокгольме в Chinateatern. Спектакль поставит тот же режиссёр, что и в Мальмё, Гай Ансуорт, а ансамбль артистов будет новым. Премьера запланирована на 11 сентября 2025 года. В Стокгольме запланировано 60 представлений (с 11 сентября до 20 декабря 2025 года), билеты на премьеру были раскуплены полностью в первый день продаж, 31 марта 2025 года.
Пер Гессле также выступит в качестве продюсера второй постановки. Кроме того, в то время, как оригинальная постановка шла в Мальмё, её создатели обнаружили, что в книге, на сюжете которой основан мюзикл, есть несколько важных моментов, которые не нашли отражения в спектакле. Шведский колумнист Калле Нурлен скорректировал перевод текста и представление в Стокгольме будет немного отличаться от оригинального; кроме того, симфонический оркестр будет заменён на камерный. Одну из главных ролей исполнит известная шведская певица Ханна Хедлунд. Во время работы над стокгольмской постановкой мюзикла Пер Гессле заявил, что надеется, что постановка рано или поздно станет международной.
Артисты, участвующие в постановке мюзикла в Стокгольме выступили в серии ежегодных концертов Allsång på Skansen 12 августа 2025 года.

### Allsång på Skansen
В августе 2025 исполнители главных ролей стокгольмской постановки Джессика Марбергер (Стефани), Эмили Евбэк (Кэти), Ханна Хедлунд (Мередит) и Лукас Крюгер (Джо) приняли участие в популярной шведской телепередаче «Allsång på Skansen». Их живое выступление в стокгольмском музее «Скансен» транслировалось по телевидению. На выступлении был замечен Пер Гессле, который дал интервью ведущей передачи Пернилле Вальгрен. Вальгрен известна тем, что именно для неё в 1985 году Гессле написал песню, которую она отказалась исполнять. После этого Гессле перевёл эту песню на английский язык и исполнил дуэтом с Мари Фредрикссон под названием «Neverending Love» — эта песня стала первым синглом группы Roxette.

## Сюжет
Стилистка Стефани (Джессика Марбергер) и ветеринар Джо (Александр Ликке) женаты уже 16 лет. У них есть 14-летняя дочь Стелла (Сара Стьернфельдт). Однажды утром Стефани обнаруживает, что Джо ей изменяет. С помощью своих коллег Наташи (Сара Леман) и Гэри (Оскар Пьерру Линден) из модного дома «Primera» им удается выяснить, что девушку, с которой изменяет Джо, зовут Кэти (Марша Сонгком). Кэти живет в Линкольне, где Джо работает несколько дней в неделю. Кэти уверена, что Джо разведён и делит опеку над дочерью. Когда Стефани рассказывает Кэти правду, они вместе начинают планировать месть. Параллельно в «Primera» Стефани работает над стилем актрисы мыльных опер Мередит Маруска-Деликадо (Санна Мартин), известной своим ужасным вкусом в одежде, которую часто фотографирует симпатичный модный фотограф Майкл Сотби (Патрик Мартинссон). Сюжет выстроен так, что по ходу действия пьесы возникают разные ситуации и недоразумения.

## Создатели мюзикла
- Пер Гессле — композитор и автор песен
- Klas Abrahamsson — автор сценария постановки
- Guy Unsworth — режиссёр и постановщик
- Джейн Фэллон[англ.] — автор романа «Дорогой, все будет по-моему!» (англ. Got You Back) (2008), который лёг в основу сюжета мюзикла
- Joakim Hallin — дирижёр, музыкальный супервайзер и оркестровка
- David Woodhead — художник по декорациям
- Torbjörn Bergström — костюмы и мейкап
- Miles Hoare — хореография
- Ulrik Gad — осветительный дизайн
- Avgoustus Psillas — звуковой дизайн
- George Reeve — видео дизайн
- Кларенс Эверман — оркестровка
- Кристофер Лундквист — оркестровка
- Оркестр Оперы Мальмё

### В главных ролях
Оригинальная постановка в Мальмё
- Jessica Marberger — Стефани
- Marsha Songcome — Кэти
- Alexander Lycke — Джо
- Sara Lehmann — Наташа
- Oscar Pierrou Lindén — Гэри
- Sanna Martin — Мередит

Вторая постановка (Стокгольм)
- Lucas Krüger — Джо
- Emilie Evbäck — Кэти
- Jessica Marberger — Стефани
- Антон Лундквист[англ.] — Гэри
- Pia Ternström — Наташа
- Ханна Хедлунд — Мередит[12]

## Отзывы критиков
| Оценки критиков | Оценки критиков |
| Источник        | Оценка          |
| --------------- | --------------- |
| Aftonbladet     | [ 13 ]          |

- Обозреватель театрального портала «Broadway World» Аннетта Стольт отмечает, что постановка хороша от первой до последней ноты. Она отмечает вокальные данные исполнителей главных ролей и особенно исполнение «It Must Have Been Love». Тем не менее, также отмечается «серость и блеклость» персонажа Александра Люке. Стольт недоумевает — чем он мог привлечь Стефани и Кэти. В конце обзора Стольт уверена, что постановка непременно выйдет за пределы Скандинавии и это лишь вопрос времени, когда она будет поставлена в Лондоне или Нью-Йорке[5].
- Обозреватель раздела «Культура» крупнейшего шведского таблоида «Aftonbladet» Ян-Улов Андерссон (швед. Jan-Olov Andersson) сравнивает Roxette и квартет ABBA и отмечает, что как и в случае с мюзиклом «Mamma Mia!» данная постановка не имеет никакого отношения к шведским музыкантам. В своей рецензии Андерссон отмечает, что «юмор [автора романа] Джейн Фэллон[англ.] очень грубый и резкий» и ему не понятно, как хиты Roxette могут вписаться в эту историю. Он сожалеет, что прочитал книгу до просмотра спектакля — в противном случае, уверен Андерссон, мюзикл мог бы ему понравится. Тем не менее, Андерссон отмечает аранжировки Кларенс Эвермана и напоминает, что «музыка Пера Гессле вечна», а также с оптимизмом ждёт («безусловно будет отличным») предстоящий гастрольный тур Roxette «Roxette In Concert», во время которого Гессле будет выступать вместе с Леной Филипссон[13].
- Обозреватель халландской газеты «Hallandsposten» Оскар Вестерхольм (швед. Oscar Westerholm) оценивает спектакль положительно и, говоря о представлении, отмечает, что «оно пузырится и шипит» и «три часа пролетают незаметно»[14].

## Награды и номинации
- В ноябре 2024 года сконский журнал «Magasinet Skåne» объявил лауреатов соревнования «Skåne Best». Издание выбрало 13 победителей, которые сделали лен Сконе «лучшим, более весёлым и более красивым местом». Мюзикл «Joyride — The Musical» победил в категории «Årets kultur» (со швед. — «Культурное событие года»)[15].

### Награды
| BroadwayWorld Sweden Awards                                          | BroadwayWorld Sweden Awards |
| -------------------------------------------------------------------- | --------------------------- |
| 2024                                                                 |                             |
| Лучший мюзикл                                                        |                             |
| Лучший актёрский ансамбль                                            |                             |
| Лучший режиссёр мюзикла (Guy Unsworth)                               |                             |
| Лучший сценический дизайн пьесы или мюзикла (David Woodhead)         |                             |
| Лучший дизайн освещения пьесы или мюзикла (Ulrik Gad)                |                             |
| Лучший дизайн костюмов для пьесы или мюзикла (Torbjörn Bergström)    |                             |
| Лучший звуковой дизайн пьесы или мюзикла (Avgoustos Psillas)         |                             |
| Лучшая хореография пьесы или мюзикла (Miles Hoare)                   |                             |
| Лучшее музыкальное руководство и исполнение оркестра (Joakim Hallin) |                             |
| Любимый местный театр (Malmö Opera)                                  |                             |

### Номинации
| BroadwayWorld Sweden Awards                                                                                      | BroadwayWorld Sweden Awards |
| --- | --------------------------- |
| 2024 |                             |
| Лучший исполнитель в мюзикле (Jessica Marberger, Marsha Songcome, Alexander Lycke, Tilda Hallström)              |                             |
| Лучший исполнитель второго плана в мюзикле (Sanna Martin, Patrik Martinsson, Oscar Pierrou Lindén, Sara Lehmann) |                             |